# Andreas David Carolus
Andreas David Carolus (* 29. Juni 1658 in Calw; † 8. September 1707 in Kirchheim unter Teck) war ein deutscher lutherischer Theologe.

## Leben
Andreas David wurde als Sohn des Andreas Carolus geboren. Nach einem Studium an der Universität Tübingen unternahm er wissenschaftliche Reisen und wurde dann Adjunkt an der philosophischen Fakultät der Universität Wittenberg. Er kehrte zurück in seine Heimat und wurde 1687 Diakon in Tuttlingen, 1689 in Calw, und als die Franzosen die Stadt abgebrannt hatten, nahm er 1693 eine Stelle als Diakon in Nürtingen an. 1697 ging er nach Freudenstadt und wurde 1707 Superintendent in Kirchheim und damit verbunden Stadtpfarrer.
Von Gottfried Arnolds Werk der Kirchen- und Ketzerhistorie (1699) beeinflusst, verfasste er das Werk Württembergische Unschuld oder christliche Prüfung dessen, was G. Arnold von württembergischen Regenten und Lehrern, besonders Jakob Andreae aufgezeichnet hat, das nach seinem Tode in Ulm 1708 erschien. Er gab die Schrift des reformierten Theologen Jean Daillé (1594–1670) De vero usu Patrum heraus und schrieb die dogmatischen Abhandlungen De morte vicaria 1686 und De jure Dei in creaturas 1683.